# Pirátská strana (Polsko)
Strana Pirátů (polsky Partia Piratów, zkratka P3) je polská mimoparlamentní politická strana prosazující pirátskou politiku. Byla založena roku 2012.

## Historie
Pirátská strana byla v Polsku zaregistrována 29. listopadu 2007, ale 28. prosince 2009 byla vymazána z rejstříku politických stran. Jejím předsedou byl Błażej Kaczorowski.
Uskupení bylo reaktivováno a přeregistrováno 21. ledna 2013 jako Polská pirátská strana se zkratkou P3. Jejím předsedou se stal Radosław Pietroń. Před volbami do Evropského parlamentu v roce 2014 uzavřela strana dohodu s Přímou demokracií (DB) a Libertariánskou stranou, podle níž byli její aktivisté (stejně jako aktivisté Libertariánské strany) na kandidátních listinách DB (která kandidovala v 6 ze 13 volebních obvodů). Nejvíce členů P3 se ocitlo na kandidátce DB ve volebním obvodu Lodž (včetně tehdejšího místopředsedy P3 Tomasze Słowińského. V komunálních volbách téhož roku byl Tomasz Slowinski navržen Kongresem nové pravice na starostu Skierniewic a skončil na posledním 6. místě s podporou něco málo přes 2 procenta. Dne 20. června 2015 převzala funkci předsedkyně strany Paulina Kolbuszová. V parlamentních volbách téhož roku strana nekandidovala. Podpořila nezávislého kandidáta do Senátu Piotra Waglowského. Dne 10. června 2017 se předsedou strany stal Michal Dydycz. V komunálních volbách v roce 2018 neúspěšně kandidoval z místního výboru do obecního zastupitelstva Sarnaki.

## Program
Mezi programové priority P3 patří účast občanů a otevřená veřejná správa, transparentnost fungování státu, reforma patentového práva nebo ochrana soukromí a práv občanů.